# Kin museum för samtidskonst
Kin museum för samtidskonst är ett konstmuseum i Kiruna i Norrbottens län. Museet ligger i det nybyggda komplexet Kristallen, som var det första färdigställda byggnadsverket i Kirunas nya stadskärna. Kiruna kommunkontor ligger i samma byggnad. Museichef är sedan hösten 2023 Maria Lind.
Museet hette tidigare Konstmuseet i norr, och det nuvarande namnet kommer från initialerna i det gamla namnet. 